# Soumaintrain
Soumaintrain este o comună în departamentul Yonne, Franța. În 2009 avea o populație de 197 de locuitori.

## Evoluția populației
| An        | 1975 | 1982 | 1990 | 1999 | 2006 | 2009 |
| --------- | ---- | ---- | ---- | ---- | ---- | ---- |
| Populație | 139  | 150  | 215  | 202  | 198  | 197  |